# Жена керосинщика
«Жена керосинщика» — художественный фильм Александра Кайдановского о различной судьбе двух братьев-близнецов после конфликта в городе, где все друг друга знают и жизни их тесно переплетены.

## Сюжет
Действие происходит в старинном городке на территории, которая в прошлом принадлежала Восточной Пруссии. Мрачную атмосферу довершают полуразрушенные стены прекрасных готических храмов, извилистые средневековые улочки, по которым метёт мартовская позёмка 1953 года.
В  городок приезжает старший следователь прокуратуры из центра распутывать дело местного председателя горисполкома Сергея Удальцова (в прошлом — врача-хирурга), на которого поступил донос.
С первых же дней следователю приходится сталкиваться со странными обстоятельствами: никто из жителей не помнит своего детства и своей молодости; по городу расхаживают поющие и ругающиеся на немецком ангелы; странный керосинщик Павел Удальцов (брат-близнец Сергея Удальцова), в прошлом — врач-хирург, разъезжает по городу на мотоцикле, предлагая жителям купить керосин из возимой им за собой ржавой бочки, пока его красавица-жена в открытую крутит роман с молодым флейтистом.

## В ролях
- Анна Мясоедова — Ольга Викторовна, жена керосинщика
- Александр Балуев — Павел и Сергей Удальцовы
- Витаутас Паукште — следователь Юргис Казимирович Петравичус
- Сергей Векслер —  вор-рецидивист Поддубный по кличке «Гермес»
- Михаил Данилов — офицер
- Михаил Крылов — эпизод
- Евгений Миронов — флейтист, любовник жены керосинщика
- Станислав Чуркин — Владимир Степанович Рожин, священник
- Галина Стаханова — баба Груша
- Николай Исполатов — Василий Петрович Добрынин по кличке «Чапаевец»

## Съёмочная группа
- Режиссёр — Александр Кайдановский
- Сценарист — Александр Кайдановский
- Оператор — Алексей Родионов
- Художники — Теодор Тэжик, Виктор Зенков
- Звукооператор — Евгений Фёдоров
- Композитор — Александр Гольдштейн

## Призы
- Фильм получил Гран-при по разделу «странные фильмы» на кинофестивале в Авориазе в 1990 году

## Места съёмок
- г. Полесск Калининградской области:
- Сцена пожара - во внутреннем дворе дома 1 на улице Заводская.
- Траур по Сталину -  спорт зал и внутренний двор средней школы, ул. Калининградская, дом 40.
- Бараки - ул. Набережная
- Гвардейск: на другом берегу Преголи виден замок Тапиау
- Калининград: герои гуляют у могилы философа Иммануила Канта возле Кафедрального собора, из окна кабинета Удальцова виден фонтан «Борющиеся зубры».